# Mino Damato
Mino Damato all'anagrafe Erasmo Damato (Napoli, 1º dicembre 1937 – Vicenza, 16 luglio 2010) è stato un giornalista, conduttore televisivo, autore televisivo e politico italiano.

## Biografia

### Il giornalismo
Giornalista professionista dal 1965, è tra i collaboratori principali della rivista musicale Big; è poi entrato alla Rai nel 1968 e ha fatto parte della redazione del TG1, realizzando tra l'altro vari reportage dalle zone di guerra. Negli anni settanta è stato autore e conduttore delle trasmissioni televisive Avventura (le cui sigle erano She Came In Through the Bathroom Window nella versione di Joe Cocker e A Salty Dog dei Procol Harum), Racconta la tua storia, In viaggio tra le stelle (per il quale gli venne dedicato, anni dopo, l'asteroide 121019 Minodamato) e TAM TAM.
Nel 1983, in collaborazione con Enrica Bonaccorti, condusse il programma di approfondimento quotidiano Italia sera. Ha condotto l'edizione 1985/1986 di Domenica in, affiancato da Elisabetta Gardini, Gina Lollobrigida, il Trio Lopez-Marchesini-Solenghi.
In questa edizione Damato rimodellò il tradizionale varietà dandogli un'impronta più culturale e giornalistica, anticipando temi che tratterà nelle trasmissioni successive: divenne celebre una sua camminata sui carboni ardenti effettuata durante una delle puntate di Domenica in, che ispirò la parodia Mino D'Amianto del comico Ezio Greggio, nonché una camminata su una pizza calda del comico Beppe Grillo.
Nel 1987 ha condotto il programma Esplorando. Dal 1988 al 1990 realizzò e condusse Alla ricerca dell'Arca (in onda su Rai 3), trasmissione che trattava argomenti di cultura, ricerca, attualità, e mistero, e in seguito trasmissioni di contenuto simile per Telemontecarlo (Incontri televisivi, 1991) e Rete 4 (Incontri sull'Arca, mille domande  1992 ). Del 1995 è il flop Sognando, sognando su Rai Uno. Nell'estate 1997 tornò su Rai 3 per Rai Educational con Grand Tour, in onda nella fascia oraria mattutina.

### Bambini in Emergenza
Abbandonata la televisione, si occupa di dare assistenza ai bambini malati di AIDS (adottò una bambina rumena affetta da tale sindrome morta nel 1996), tramite la Fondazione Bambini in Emergenza - costituita anche in Romania come Fundatia Bambini in Emergenza - di cui era presidente e direttore operativo.

### La politica e la morte
Nel 1993 si candidò sindaco di Assisi per il movimento "Uniti per Rinnovare". Non arriva neppure al ballottaggio, ma è eletto consigliere, carica che lascerà dopo circa sei mesi. Nel 1999 è candidato alle elezioni europee nelle liste di Alleanza Nazionale-Patto Segni nel collegio Centro, ed è primo dei non eletti con circa 28000 preferenze. A cavallo fra il 1999 e il 2000 Damato ricorre fra i potenziali candidati del centrodestra alla presidenza della Regione Lazio, ma gli verrà preferito Francesco Storace. È comunque eletto consigliere regionale del Lazio, sempre nelle liste di AN.
Nel marzo 2001 lascia polemicamente AN e si iscrive al gruppo misto del quale diventa capogruppo. In questa consiliatura è vicepresidente della 1ª Commissione Consiliare Permanente (affari istituzionali e rapporti con l'Unione Europea, autonomie locali, affari generali e personale, demanio e patrimonio, informatica).
Sempre nel 2001 sostenne l'Ulivo alle elezioni comunali di Roma creando la Lista per i Bambini.
Nel 2004 si ipotizza una candidatura alle europee nelle liste dell'UDC, ma non verrà formalizzata, mentre nel 2005 Damato si ricandida consigliere regionale nelle liste di Forza Italia ma non verrà eletto. Nel 2006 si candida alla Camera dei deputati per Alternativa Sociale, ma la lista non supererà il quorum. Nel 2008, in occasione delle comunali di Roma, costituì la lista I moderati per Roma al Centro con Rutelli che tuttavia non eleggerà alcun rappresentante.
Malato da tempo, è morto il 16 luglio 2010, all'età di 72 anni, presso l'ospedale San Bortolo di Vicenza, dov'era ricoverato per ricevere cure specialistiche. È sepolto nel cimitero acattolico di Roma, al Testaccio. Nella sua tomba si trova anche la bambina romena da lui adottata, deceduta per AIDS.

## Opere
- L'auto che non uccide, Roma, L'editrice dell'automobile, 1969.
- Un viaggio tra le stelle, Roma, Curcio, 1977.